# Iwan Nowosiełow
Iwan Iwanowicz Nowosiełow (ur. 1909 we wsi Żabkino w powiecie nowotorżokskim w guberni twerskiej, zm. ?) – funkcjonariusz radzieckich organów bezpieczeństwa, jeden z organizatorów zbrodni katyńskiej.
Od 1939 funkcjonariusz NKWD i kandydat na członka, a od 1942 członek WKP(b). Zastępca szefa 5. wydziału 1 Oddziału Specjalnego NKWD ZSRR, wiosną 1940 brał udział w organizowaniu masowego mordu na polskich jeńcach i więźniach z obozów w Kozielsku, Ostaszkowie i Starobielsku, za co 26 października 1940 został nagrodzony przez ludowego komisarza spraw wewnętrznych ZSRR Ławrientija Berię. Od 1949 funkcjonariusz MGB ZSRR, w 1940 sierżant, później major bezpieczeństwa państwowego. Odznaczony Medalem „Za zasługi bojowe” (25 lipca 1949).